# Philippe Defrance
Philippe Defrance est un acteur et réalisateur français.

## Filmographie

### Réalisateur

#### Cinéma
- 1980 : Le Fou de mai

#### Télévision
- 1983 : L'Homme qui aimait deux femmes
- 1993 : Au nom du coq

### Acteur

#### Cinéma
- 1972 : L'Œuf de Jean Herman
- 1973 : L'An 01 de Jacques Doillon - Henri
- 1980 : Le Fou de mai - Martin

#### Télévision
- 1979 : Cinéma 16 - téléfilm : Fou comme François de Gérard Chouchan
- 1980 : Les mystères de Paris : 6 épisodes